# Sämtisersee
Il Sämtisersee è un lago della Svizzera situato nel Canton Appenzello Interno, compreso nel gruppo dell'Alpstein (prealpi di Appenzello e di San Gallo).

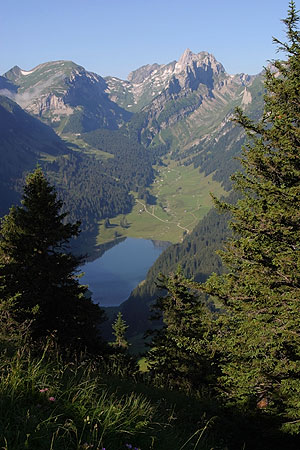
Il Sämtisersee con la cima dell'Altmann sullo sfondo